# Liste des ponts de Strasbourg
Voici la liste des principaux ouvrages d'art sur l'eau à Strasbourg en 2015. De nombreuses passerelles ou ponts routiers franchissant des cours d'eau secondaires ou canaux portuaires n'ont pas de dénomination connue et ne sont donc pas listés ici (4 sur le Canal de la Bruche, 3 sur le Brunnenwasser, 2 sur le Gruene Wartebaechel, 2 sur  le Fossé des Remparts, 3 sur le Hellwasser, 9 sur les bras du Kaelbelsgraben ou Kalbsgiessen, 13 sur les deux bras du Muehlbach, 17 sur le Rhin Tortu, 2 sur le Steingiessen, 13 sur le Ziegelwasser, etc.) . C'est aussi le cas de certains ouvrages d'art ferroviaires ou autoroutiers franchissant les cours d'eau (plusieurs dizaines), sans dénomination spécifique ou connue. On peut encore ajouter les "ponts bâtis", au-delà du célèbre Pont Vauban, tels que les immeubles-moulins et autres centrales hydroélectrique bâti en traverse de cours d'eau. En ajoutant ces derniers, le nombre total des ponts et passerelles franchissant les 90 km (ou 100 km selon les calculs) de cours d'eau strasbourgeois est supérieur à 230. 
- Barrage Vauban (Pont casemate)
- Passerelle de l'Aar
- Passerelle de l'Abreuvoir
- Passerelle des Anciennes-Glacières
- Passerelle des Arquebusiers
- Passerelle de l'Aubépine
- Pont Beatus-Rhenanus
- Passerelle G. Braques
- Passerelle (René) Burgun (2015)
- Passerelle M. Chagall
- Passerelle des Deux Rives (Marc Mimram, 2004)
- Passerelle Ducrot
- Passerelle du Faux Rempart
- Passerelle P. Giacometti
- Passerelle de l'Illhof
- Passerelle des Juifs
- Passerelle des Linottes
- Passerelle (Joseph) Meister
- Passerelle J. Miro
- Passerelle des Moulins
- Passerelle du Murhof
- Passerelle de la Porte de Saverne
- Passerelle du Racing
- Passerelle Ungemach

- Pont de l'Abattoir
- Pont d'Anvers
- Pont d'Aquitaine
- Pont d'Austerlitz
- Pont d'Auvergne
- Pont (Maurice) Barrès
- Pont (Joseph) Bech
- Pont André-Bord
- Pont de la Bourse
- Pont (Pierre) Brousse
- Pont de la Bruche
- Pont (Winston) Churchill
- Pont du Cimetière Nord
- Pont de Colmar
- Pont du Contades
- Pont du Corbeau
- Ponts couverts (ensemble de 3 ponts successifs)
- Pont du Danube
- Pont (Abraham) Deutsch
- Pont de la Dinsenmühle
- Pont du Doernel
- Pont de la Dordogne
- Pont de l'Écluse Sud
- Pont des Écluses Nord (Ferroviaire, tournant)
- Pont de l'Écluse 85
- Pont de l'Église-Rouge
- Pont de l'Europe
- Pont de l'Université
- Pont du Faisan (piétonnier, tournant)
- Pont de la Fonderie
- Pont du Fuchs-am-Buckel
- Pont (Robert) Ganghoffer
- Pont Jost-Haller (Tram et vélos)
- Ponts de Haguenau (2 ponts, dont l'un sans dénomination officielle)
- Pont du Heyritz
- Pont Herrenschmidt
- Pont Jacoutot (dénomination non officielle, Port au Pétrole)
- Pont (Jean-Jacques) Jung
- Pont de Kehl (ferroviaire)
- Pont (J.F.) Kennedy dit "pont des 4 hommes"
- Pont (du maire) Kuss
- Pont Lauth
- Pont (des frères) Matthis
- Pont du Marché
- Pont de Marseille
- Pont de la Montagne Verte
- Pont des Moulins
- Pont National
- Pont Offenstein
- Pont de la Papeterie
- Pont de Paris
- Pont Pasteur
- Pont Phario
- Pont de Pierre
- Pont Pierre-Pflimlin
- Pont de la Porte de l'Hôpital
- Pont de la Porte du Canal
- Pont de la Porte de Saverne
- Pont de la Poste
- Pont de la Protestation
- Pont des Romains
- Pont de la Rose Blanche (anciennement de la Porte de la Robertsau)
- Pont Royal
- Pont de Saverne
- Pont Saint-Étienne
- Pont Saint-Guillaume
- Pont Sainte-Madeleine
- Pont Saint-Martin
- Pont Saint-Nicolas
- Pont Saint-Thomas
- Pont Schuhansen
- Pont Schutzenberger
- Pont de la Spitzmühle
- Pont Tarade
- Pont du Théâtre
- Pont Vauban
- Ponts des Vosges
- Pont de la rue du Wacken
- Pont du Wacken
- Pont Zaepfel
- Pont du Ziegelgraben

## Sources
- Jean-Paul Haettel, Edmond Maennel (et al.), Strasbourg et ses ponts, Le Verger, Illkirch, 1990, 151 p.  (ISBN 2-908367-16-5)
- Actualisation en 2015, sources locales ainsi que  www.openstreetmap.org.
- Carte des ponts (aquatiques) strasbourgeois : http://u.osmfr.org/m/51009/